# 北極星2号
北極星2号（ほっきょくせいにごう）は、朝鮮民主主義人民共和国（北朝鮮）が開発した準中距離弾道ミサイル（MRBM）である。NATOコードネームはKN-15。

## 概要
2017年2月13日、朝鮮中央通信が前日の2月12日に核弾頭の搭載が可能な新型の弾道ミサイル「北極星2号」の発射実験に成功し、これに最高指導者金正恩が立ち会ったと発表した。韓国国防部によるとミサイルは意図的に高射角で発射され（ロフテッド軌道）、高度550km、距離500kmを飛行して日本海に落下した。ジョンズ・ホプキンズ大学の北朝鮮分析サイト「38North」の衛星写真を利用した分析によると、発射場所は北西部の平安北道の車両試験場。
韓国国家情報院によると、北極星2号の射程は2000kmを超え、固体燃料ロケットの北極星1号の進化型であるため即応発射が可能で、発射機に無限軌道の特殊車両を使用するため山岳地での運用が可能で隠密性が高く、液体燃料ロケットで車輪式発射機を使用する中距離弾道ミサイルのムスダンより脅威度が高いという。
北朝鮮の固体燃料ロケット技術は1990年代から技術開発が始まったとされ、1994年3月に日本の粉体関連機器のメーカーのセイシン企業が、ミサイルの固体燃料の製造に利用できるとして外為法で輸出が禁じられているジェットミル等の合計30台以上の機器を北朝鮮に不正輸出していたことが判明している。これらの機器の手配は朝鮮総連傘下の在日本朝鮮人科学技術協会が行い、北朝鮮系の商社が仲介をし、貨客船「万景峰号92」で新潟から北朝鮮へと送られていた。
同年4月5日、アメリカ太平洋軍の初期段階の分析結果として、同日に北朝鮮が北極星2号の2度目の発射実験を行い、高度189km、距離60kmを飛行して日本海に落下したとするニュースが報じられたが、翌6日にアメリカ国防総省の当局者は前日に発射されたのは北極星2号ではなくスカッドERであり、実験は失敗に終わったものとする分析結果を明らかにした。
同年5月21日、北朝鮮は平安南道北倉から北極星2号の発射実験を行い、高度500km、距離560kmを飛行して日本海に落下した。翌22日に朝鮮中央通信が、北極星2号の最終実験が完全に成功したこと、金正恩委員長が実戦配備を承認したことを報じた。